# کوپا (استونی)
کوپا (به لاتین: Kopa) یک منطقهٔ مسکونی در استونی است که در شهرستان هیو واقع شده‌است. کوپا ۱۱ نفر جمعیت دارد.